# Stephen Marley
Stephen Robert Nesta "Raggamuffin" Marley (* 20. dubna 1972) je jamajsko-americký hudebník. Byl šestkrát oceněn cenou Grammy za zpěv, produkci a jednou, když byl ještě členem skupiny Ziggy Marley & The Melody Makers. Je synem reggae legendy Boba Marleyho a jeho manželky Rity Marley.
Jeho album Revelation Pt. 1 – The Root of Life bylo oceněno cenou Grammy za Nejlepší reggae album roku 2012. 

## Osobní život
Stephen se narodil ve Wilmingtonu v Delaware a vyrůstal v Kingstonu na Jamajce. Střídavě žil také jako jeho otec v Miami na Floridě, kde měl dům a vlastní soukromé nahrávací studio. Jeho nejstarší syn Joseph "Jo Mersa" Marley je také hudebník. V roce 2016 se stal dědečkem, když se Josephovi narodila dcera.

## Diskografie
- Mind Control (2007) – oceněno cenou Grammy za nejlepší reggae album
- Mind Control Acoustic (2009)
- Revelation Pt. 1 – The Root of Life (2011) – Gramy za nejlepší reggae album
- Revelation Pt. 2 – The Fruit of Life (TBA), Ghetto Youths International

### Singly
- "No Cigarette Smoking (In My Room)" featuring Melanie Fiona
- "Rock Stone" (2014) featuring Capleton & Sizzla
- "Hey Baby"
- "Ghetto Boy" (2015) featuring Bounty Killer & Cobra